# زامک بیژگوووسکی
زامک بیژگوووسکی (به لهستانی:  Zamek Bierzgłowski) یک روستا در لهستان است که در گمینا ووبیانکا واقع شده‌است. زامک بیژگوووسکی ۴۹۰ نفر جمعیت دارد.